# ヴォルヒャー・コイター

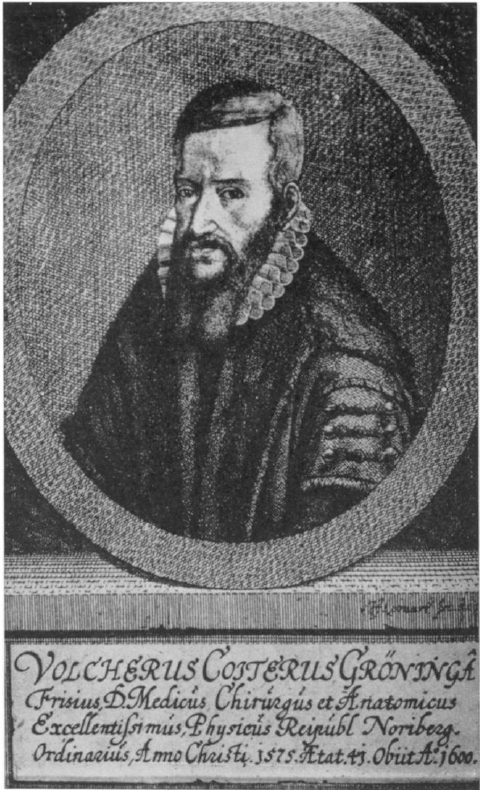
Volcher Coiter

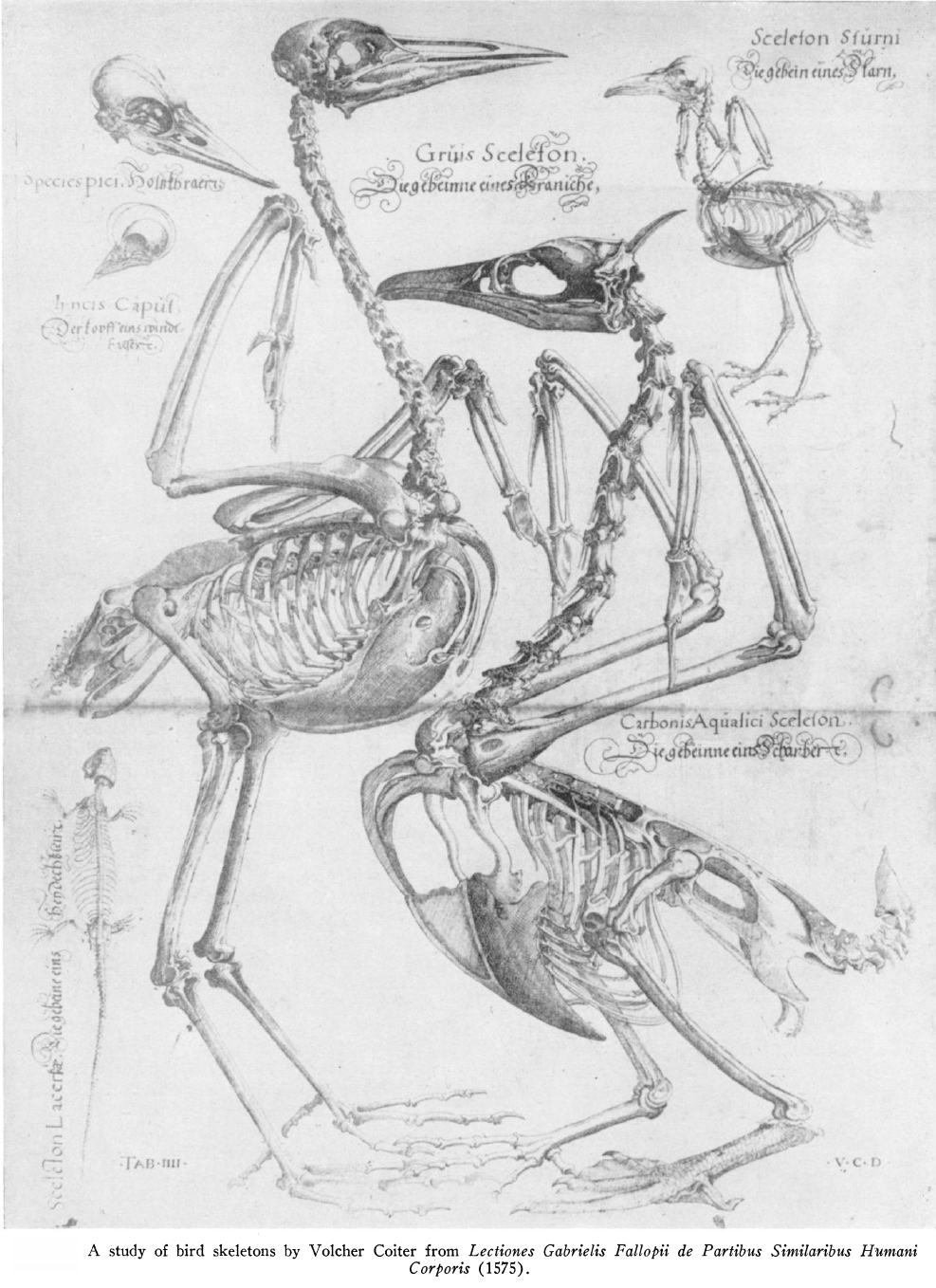
コイターの鳥類骨格図

ヴォルヒャー・コイター（Volcher Coiter、Volcher Coyter、Koyter、Volcherusなどと表記される1534年 - 1576年7月5日 ）は、オランダ（ネーデルラント）生まれの医師、解剖学者、鳥類学者である。
フローニンゲンで生まれた。その経歴はついては知られていない。ドイツでレオンハルト・フックスに医学を学び、イタリアの医師、博物学者のウリッセ・アルドロヴァンディ（Ulisse Aldrovandi）の後見を受けて、イタリアで活動したと思われている。パドゥアでガブリエレ・ファロッピオと働き、ローマでエウスタキウスと働いた。
1562年から1566年まで、ボローニャで外科学と論理学の講義を行ったが、改革派に加わり、異端審問にかけられ、1年間留置された。1569年まで新教派のアンベルグのルイ6世に保護をうけ、1569年にニュルンベルクの医師に任命された。この時期、植物学者のルドルフ・ヤーコプ・カメラリウスと交流があった。プファルツ＝ジンメルン公ヨハン・カジミールが1576年に、ユグノーを支援するためにフランスに攻め入った軍勢に軍医として加わり、帰還中にシャンパーニュで没した。
コイターは発生学の分野でニワトリの胚が孵化するまで、連続して観察したことなどで知られる。コイターの解剖図は日本に伝わり、『解体新書』刊行時に参照された『コイテル解体書』である。

## 著書
- De ossibus et cartilaginibus corporis humani tabulae, Bolonga 1566（人間の骨格図）
- Externarum et internarum principalium corporis humani partium tabulae atque anatomicae exercitationes observationesque variae, novis et artificiosissimis figuris illustratae, Nürnberg 1572（人体解剖図）
- Diversorum animalium sceletorum explicationes, cum lectionibus Fallopii de partibus similaribus humani corporis, Nürnberg 1575（動物の骨格図）